# Северни ток
Северни ток (рус. Северный поток) је гасовод између руског града Виборга и немачког града Грајфсвалда којим се руски гас транспортује у западну Европу. Дугачак је 1.224 km. Предвиђено је да гасовод има две линије; прва је пуштена у рад 8. новембра 2011. године, а за другу је предвиђено пуштање у рад 2012. године. Свака линије ће имати капацитет од 27,5 милијарди m³ гаса годишње. Овај гасовод је најдужи гасовод на свету који иде испод мора. Гасовод представља нову маршруту за извоз руског природног гаса у Европу. Овај гасовод омогућава директно допремање руског гаса преко Балтичког мора у Европу, чиме је избегнут транспорт преко Украјине са којом је Русија имала спор о цени гаса.
Пре настанка овог гасовода руски гас је стизао у Европу само магистралним гасоводом који је био постављен преко копна.
Тај гасовод је пролазио преко територије Украјине и Белорусије. Овај гасовод је саграђен да би се смањила зависност од неких транзитних земаља у којима се појавио проблем цена преноса гаса, што је у неким случајевима довело до потпуног прекида испоруке гаса у Европу.
Пројекат изградње гасовода кошта 7,4 милијарде евра. Гасовод је у власништву фирме Nord Stream AG настао као заједнички подухват руске државне фирме „Гаспром“, немачких компанија „Винтерштал“ (подружница БАСФа) и „Е. ОН“, холандске компаније „Гасуин“ и француске ГДФ Суец. „Гаспром“ је власник 51% удела у гасоводу Северни ток, док немачке компаније „Винтершал“ и „Е. ОН“ имају по 15,5 одсто удела, а холандски „Гасуин“ и француски „ГДФ“ по 9% акција гасовода.
Ангела Меркел је на отварању прве линије гасовод назвала „једним од највећих инфраструктурних пројеката нашег времена“.
Компанија „Норд стрим АГ“ почела је 4. октобра 2021. године да пуни гасом први крак гасовода „Северни ток 2“.